# Piazza del Comune (Assisi)
La piazza del Comune, in Assisi, era il sito laico della città, circondata dai suoi più significativi palazzi, dove si svolgeva l'intera vita sociopolitica e culturale: è ritenuta tra le più rappresentative realizzazioni urbanistiche medievali umbre.

## Storia e descrizione
Situata nel luogo ove sorgeva l'antico Foro romano, dominata dall'imponente Rocca Maggiore, la piazza rettangolare inizia alla fine di corso Mazzini che la collega alla basilica di Santa Chiara. Immediatamente a destra si ammira la cinquecentesca "fontana dei tre leoni", rivisitata nel 1762 da Giovanni Martinucci.

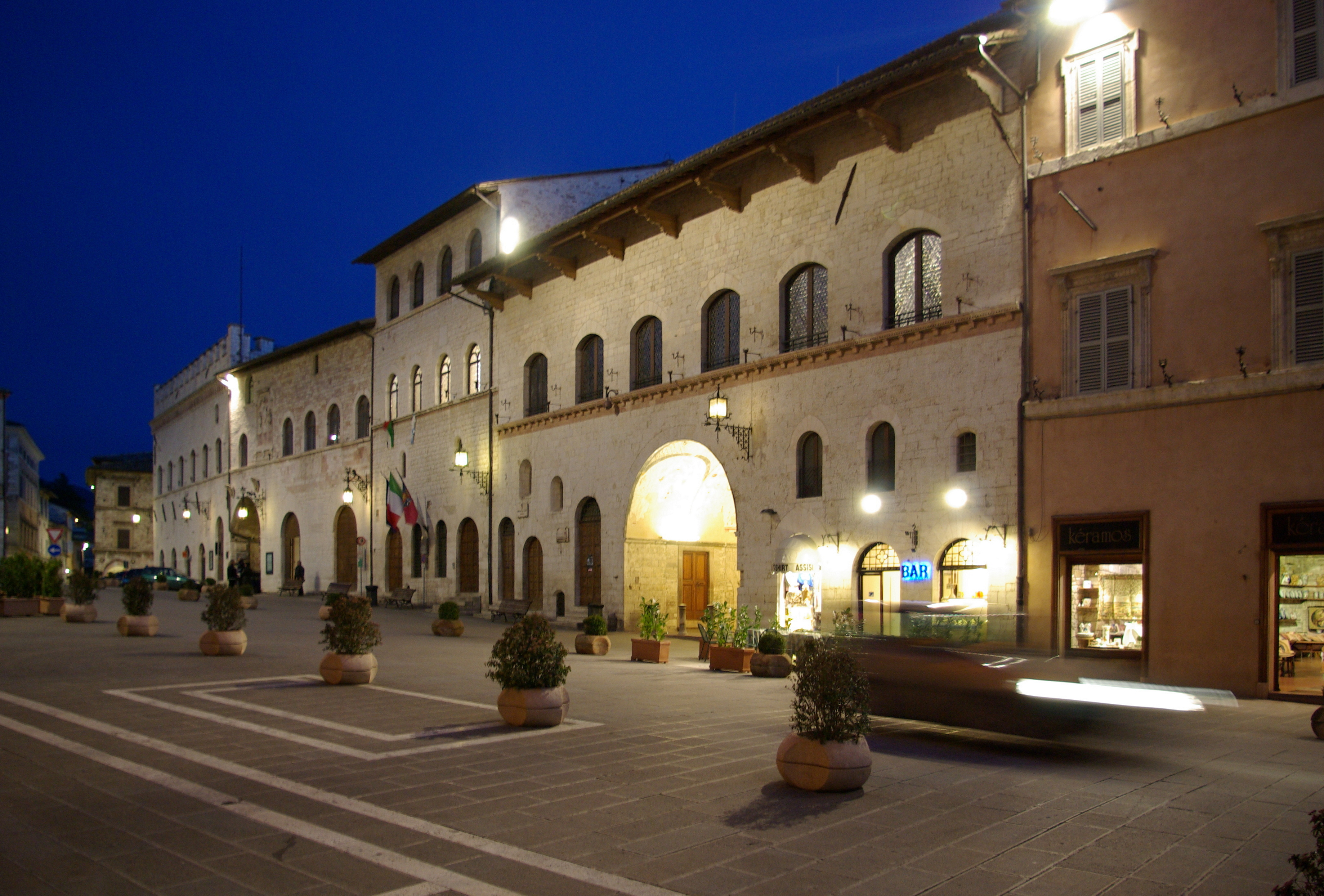
Veduta notturna della piazza

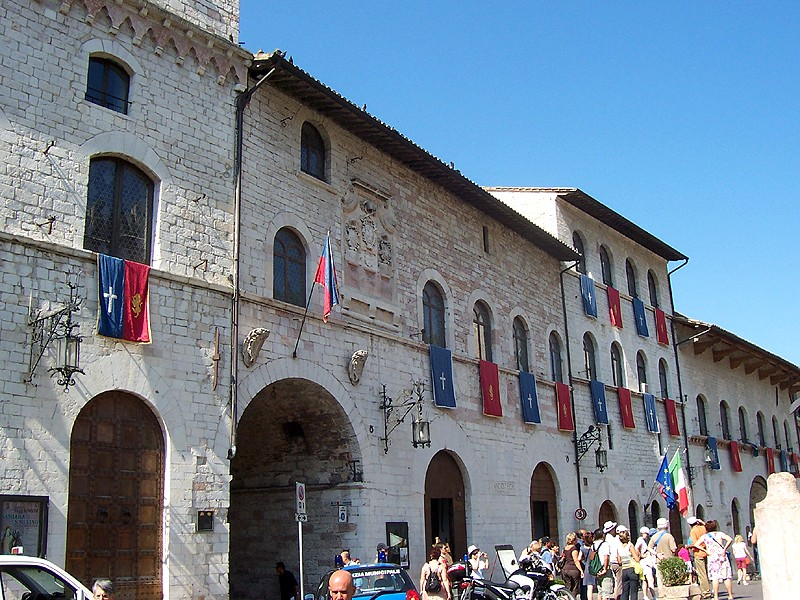
Il palazzo dei Priori

Aperta nel centro di gravità della medievale Assisi, all'incontro delle arterie provenienti dalle porte urbiche (Cappuccini, Moiano, Nuova, Perlici, san Francesco, san Giacomo, san Pietro), si hanno sue documentate notizie dal principio del Duecento, in qualità di privilegiata sede dei raduni popolari (platea mercati o populi). Ancora mancante di costruzioni pubbliche, vi si elevavano le suggestive case-torri dell'aristocrazia feudale, sostituita poi, con le lotte anti-imperiali, dalla borghesia mercantile.
Il sito verrà nobilitato nel 1212, allorché i consoli riuscirono ad ottenere dai monaci di san Benedetto del Monte Subasio l'autorizzazione di fissare la sede comunale nel tempio di Minerva, allora denominato casalino di san Donato, dando luogo, con questa scelta, ad una simbolica continuità tra la città romana e quella comunale.
Nel 1228 la piazza venne ampliata verso est assumendo l'attuale superficie e intitolata eloquentemente platea nova o magna comunis. Tra il 1282 e il 1305 il tempio romano fu affiancato dalla torre del Popolo e dal palazzo del Capitano. Sul lato meridionale si avviò l'erezione del palazzo dei Priori, tuttora sede del municipio assisano. Nel lato nord-occidentale, negli anni venti del Novecento, dove un tempo sorgeva la chiesa di san Niccolò (XI sec.), si procedette alla costruzione del palazzetto delle Poste e Telegrafi e della Pretura civica, oggi sede dell'azienda di promozione turistica.
La torre del Popolo è stata inserita nella lista dei Monumenti vivi, il primo in Umbria insieme alla Rocca Maggiore, perché utilizzata da specie animali protette (rondone comune, falco pellegrino ed altre) come sito riproduttivo o area rifugio e per questo luogo importante per la biodiversità urbana.
Nella cosiddetta volta pinta del palazzo dei Priori, affrescata a grottesche, si accedeva, attraverso una piccola porta, alla pubblica casa di piacere assisana, dal 1500 impiegata come luogo per la contrattazione dei cereali. Sempre nell'edificio comunale, più tardi sede anche di una pinacoteca, nacque il I marzo 1838 il futuro san Gabriele dell'Addolorata, figlio di Sante Possenti, governatore pontificio della città: ricevette il battesimo nella cattedrale di San Rufino, come san Francesco e Federico II di Svevia.
Da ricordare, oltre agli importanti monumenti citati, la libreria-tipografia Zubboli, presente dal 1870, e lo storico bar Minerva, cari a tutti gli assisani che, nella piazza, festeggiano ogni anno il Calendimaggio con manifestazioni e sfilate di costumi medievali, rievocanti le antiche controversie tra le famiglie Fiumi e Nepis.